# Lejeunea luzonensis
Lejeunea luzonensis là một loài Rêu trong họ Lejeuneaceae. Loài này được (Stephani) R.L. Zhu & M.J. Lai mô tả khoa học đầu tiên năm 2011.